# Уан Лийхом
Уан Лийхом е американски певец, композитор и актьор.

## Биография
Уан Лийхом е роден в Рочестър, Ню Йорк, САЩ и е син на емигранти от китайската провинция Тайван. Баща му е педиатър. Под влияние на своят брат Лео Ван, който изучавал цигулка, Лийхом изпитва влечение към музиката още в детството. По късно Лийхом завършва курс по цигулка, учи китара и пиано. Закупува свои барабани. Поради силната любов към музиката висшето си образование завършва в музикален колеж. Той става член на групата Springstreeters, която записва няколко песни.
Семейството на Лийхом не е напълно съгласно с това, че синът им се занимава с музика, защото желаело синът им да наследи семейната професия – да стане доктор.
През 1995, когато е на 17, Лийхом заминава на посещение на баба си и дядо си в Тайван. В Тайван Лийхом получава предложение от местна звукозаписна компания. Лийхом приема предложението и решава да остане в Тайван, за да следва мечтата си да стане певец. Същата година той издава първият си албум. След три години през 1998 издава петия си албум Революция (????), от който е първата му хитова песен – Революция, с която става известен. Албумът се продава много добре и е оценен високо, получава много награди.
Следващият албум Impossible To Miss You (опростен китайски: ??????; традиционен китайски: ??????; пинин: bu ke neng cuo guo ni) излиза през 1999 и става още-по успешен от албумът революция и придобива голяма китайска и международна популярност, също и много награди. Следващият албум Forever's First Day (??????) излиза през 2000. Част от този албум е изкрючително успешната и ебмблематична песен Потомците на дракона, която е стара китайска патриотична песен, но изпълнена в рок и хип-хоп звучене.
Със следващия си албум The One and Only (??) Уан Лийхом достига нбивал в кариерата си международен успех в цяла Азия и оглавява всички класации в Тайван.
Следва успешно азиатско турне и албумът Unbelievable (????), успешен колкото останалите. Уан Лийхом обича да експериментира с нови стилове и се превръща в един от най-добрите китайски певци. Предан на традицията и на културата на своя народ Уан Лийхом, заедно със своя брат посещава много китайски села и събира традиционна китайска музика, елементи от която включва в албумът Shangri-La (?????), който издава през 2004 и се превръща в сензация. Албумът е много успешен и носи много продажби и награди.
Седва албумът Heroes of Earth (????) който излиза през 2005 и също включва традиционни китайски музикални елементи. Три месеца след излизането на албума Уан Лийхом предприема първото си голямо международно турне.
През 2007 година излиза 12 албум на Уан Лийхом, който е посветен на проблемите с климата и устойчивото развитие. Хартията и пластмасата за производдство на албума са от рециклирани материали. Албумът получава голям успех и се превръща в един от най-продаваните албуми на Уан Лийхом.
Три месеца преди излизането на следващия му албум Heart Beat (?.?) се провежда следващото турне на Уан Лийхом. Албумът Heart Beat (?.?) постига голям успех.

## Благотворителна дейност на Уан Лийхом
Уан Лийхом се занимава с благотворителна дейност, като помага за разрешаването на проблема с бедността и развитето на Мианмар и Лаоската Народно-Демократична република. Също така оказва помощ за справяне със земетресението в провинция Съчуан, КНР и тайфунът в Тайван. Уан Лийхом създава благотворителна песен с участието на известни китйски певци.

## Дискография
- 1995 – Love Rival Beethoven (?????)
- 1996 – If You Heard My Song (????????)
- 1996 – Missing You (???)
- 1997 – White Paper (??)
- 1998 – Revolution (????)
- 1999 – Impossible to Miss You (??????)
- 2000 – Forever's First Day (??????)
- 2001 – The One and Only (??)
- 2003 – Unbelievable (????)
- 2004 – Shangri-La (?????)
- 2005 – Heroes of Earth (????)
- 2007 – Change Me (????)[
- 2008 – Heart Beat (?.?)
- 2010 – The 18 Martial Arts (?????)

## Филмография
- 1999 – The Iron Giant
- 2000 – China Strike Force
- 2000 – Ashes to Ashes: Against Smoking
- 2001 – The Avenging Fist
- 2003 – Moon Child
- 2005 – Starlit High Noon
- 2007 – Похот, предпазливост
- 2010 – Little Big Soldier
- 2010 – Love In Disguise
- 2011 – The Founding of a Party